# Cryptoripersia loweri
Cryptoripersia loweri är en insektsart som först beskrevs av Brookes 1976.  Cryptoripersia loweri ingår i släktet Cryptoripersia och familjen ullsköldlöss. Inga underarter finns listade i Catalogue of Life.